# Mother Earth (álbum de Within Temptation)
Mother Earth es el segundo álbum de larga duración del grupo neerlandés Within Temptation. Este disco es una evolución con respecto al anterior. Los temas que tratan son sobre la naturaleza, la vida y la muerte. Aquí desaparece la voz gutural que caracterizaba las anteriores canciones.
Este álbum fue un boom en su carrera musical, y llevó al grupo a los puestos más altos en las listas de ventas de su país.

## Lista de canciones
| N.º | Título               | Letras         | Música                           | Duración |  |
| 1.  | «Mother Earth»       | den Adel       | Westerholt, Eikens               | 5:29     |  |
| 2.  | «Ice Queen»          | den Adel       | Westerholt                       | 5:20     |  |
| 3.  | «Our Farewell»       | den Adel       | Westerholt                       | 5:18     |  |
| 4.  | «Caged»              | den Adel       | Westerholt                       | 5:47     |  |
| 5.  | «The Promise»        | den Adel       | Westerholt                       | 8:00     |  |
| 6.  | «Never-Ending Story» | den Adel       | Holleman, Merkelbach             | 4:02     |  |
| 7.  | «Deceiver of Fools»  | den Adel       | Westerholt                       | 7:35     |  |
| 8.  | «Intro»              | (instrumental) | Merkelbach                       | 1:06     |  |
| 9.  | «Dark Wings»         | den Adel       | Westerholt                       | 4:14     |  |
| 10. | «In Perfect Harmony» | den Adel       | Holleman, Matheeusen, Merkelbach | 6:58     |  |

## Pistas adicionales
| 2000 2-Disc Limited Edition |                         |          |        |          |  |
| N.º                         | Título                  | Letras   | Música | Duración |  |
| 1.                          | «World of Make Believe» | den Adel |        |          |  |

| 2003 Edición Extendida Alemana |                                  |          |            |          |  |
| N.º                            | Título                           | Letras   | Música     | Duración |  |
| 11.                            | «Deep Within» (Live 2002)        | den Adel | Westerholt | 4:21     |  |
| 12.                            | «The Dance» (Live 2002)          | den Adel | Westerholt | 5:12     |  |
| 13.                            | «Restless» (Classical Version)   | den Adel | Westerholt | 5:38     |  |
| 14.                            | «Bittersweet» (Unreleased Track) | den Adel | Westerholt | 3:21     |  |

| 2003 German Standard Edition |                                    |          |            |          |  |
| N.º                          | Título                             | Letras   | Música     | Duración |  |
| 11.                          | «Restless» (Single version)        | den Adel | Westerholt | 4:43     |  |
| 12.                          | «Bittersweet»                      | den Adel | Westerholt | 3:21     |  |
| 13.                          | «Enter» (Live at Utrecht 1998)     | den Adel | Westerholt | 6:39     |  |
| 14.                          | «The Dance» (Live at Utrecht 1998) | den Adel | Westerholt | 4:53     |  |

| Roadrunner Records 2007 UK and 2008 US Editions |                            |          |            |          |  |
| N.º                                             | Título                     | Letras   | Música     | Duración |  |
| 11.                                             | «Deceiver of Fools» (Live) | den Adel | Westerholt |          |  |
| 12.                                             | «Caged» (Live)             | den Adel | Westerholt |          |  |
| 13.                                             | «Candles» (Live)           | den Adel | Westerholt |          |  |
| 14.                                             | «Ice Queen» (Live)         | den Adel | Westerholt |          |  |

## Videos musicales
- "Ice Queen" (primer video)
- "Mother Earth"
- "Ice Queen" (segundo video)
- "Never-Ending Story" (video promo de "Mother Earth Tour")

## Créditos
- Sharon den Adel – Vocal
- Robert Westerholt – Guitarra
- Michieal Papenhove – Guitarras
- Jeroen van Veen – Bajos
- Ivar de Graaf – Batería

## Invitados
- Guus Eikens – Sintetizador
- Arjen Lucassen - Guitarras(en la canción "Dark Wings")

## Lista de posiciones
| Listas (2011)          | Pico de posiciones |
| ---------------------- | ------------------ |
| Austrian Albums Chart  | 30                 |
| Belgian Albums Chart   | 3                  |
| Dutch Albums Chart     | 3                  |
| Norwegian Albums Chart | 11                 |

| Listas (2002)        | Position |
| -------------------- | -------- |
| Dutch Albums Chart   | 9        |
| Belgium Albums Chart | 19       |

| País         | Certification (Certificación) |
| ------------ | ----------------------------- |
| Bélgica      | Oro                           |
| Alemania     | Oro                           |
| Países Bajos | Platino                       |